# IC 812
IC 812 је елиптична галаксија у сазвјежђу Дјевица која се налази на листи објеката дубоког неба у Индекс каталогу.
Деклинација објекта је - 4° 26' 4" а ректасцензија 12h 44m 50,9s. Привидна величина (магнитуда) објекта IC 812 износи 13,6 а фотографска магнитуда 14,6.